# Veragua Real
Veragua Real era un territorio della Corona di Castiglia, situato in una zona che comprende la costa caraibica delle attuali repubbliche di Nicaragua e Costa Rica, e parte della costa caraibica della Repubblica di Panama - dall'area del fiume Sixaola all'isola Escudo de Veraguas - e confinava con il territorio del Ducato di Veragua, fondato nel 1537, entrambi derivanti dalla suddivisione del Governatorato di Veragua.
La colonizzazione iniziò solo nel 1540, ma il governo fu soppresso all'inizio del 1541 tramite una cedola reale del 29 novembre 1540, a favore del nuovo Governatorato di Nuova Cartago e Costa Rica, che rimase indipendente fino al 1543.